# Kimi wa Meido-sama
Kimi wa Meido-sama (君は冥土様。?) es una serie de manga japonesa escrita e ilustrada por Shotan. Comenzó a serializarse en el sitio web de manga Sunday Webry de Shōgakukan en junio de 2020. Una adaptación de la serie al anime de Felix Film se estrenó el 6 de octubre de 2024.

## Argumento
Una chica en uniforme de sirvienta llegó a la casa de Hitoyoshi en busca de trabajo. Su trabajo anterior era de asesina, y es experta en todas las artes mortales, pero es una principiante completa en las tareas domésticas. Hitoyoshi estaba confundido por la extraña solicitud y la envió lejos. Pero luego ella salvó a Hitoyoshi de un accidente mortal, ¿y él pensó que tal vez podrían hacer que esto funcione? Esta es una historia sobre una criada que fue una asesina despiadada que aprendió sobre nuevas emociones. Una criada que vivió una vida solitaria en el inframundo finalmente encontró familia. El comienzo de una vida diaria agradable.

## Personajes
Hitoyoshi Yokoya (横谷 人好 Yokoya Hitoyoshi?)
 Seiyū: Toshiki Kumagai, Ethien Desco (español latino)
Un estudiante de primer año de secundaria muy común. Vive solo en la casa de sus padres luego de que ambos se divorciaran. No es muy bueno limpiando, le gusta la comida frita y los héroes, y le preocupa ser bajo. Como sugiere su nombre, tiene una personalidad amable. Un día, Yuki llega a su casa y de repente le pide que la contrate, pero él está asustado por su pasado como exasesina y al principio se niega. Sin embargo, cuando esta lo salva de ser atropellado por un camión, cambia de opinión y la contrata como sirvienta.
Yuki (雪 Yuki?)
 Seiyū: Reina Ueda, Susana Cohe (español latino)
También conocida como Yuki Yokoya (横谷 雪 Yokoya Yuki) o Xue (雪 Shue/Xue), trabaja como sirvienta en la casa de Hitoyoshi Yokoya, encargándose de las tareas diarias mientras intenta aprender lo que significa ser «normal» después de vivir una vida como asesina. Su nombre de nacimiento era María, y una vez fue la asesina más fuerte conocida como «Xue el Lobo Blanco», la cuarta de los «Nueve del Dragón». Yuki desarrolló una inteligencia desde una edad temprana y por aquel entonces el mundo la trataba como una prodigio. Desafortunadamente, esto llamó la atención de una organización criminal, quienes asesinaron a los padres de Yuki y se la llevaron a ella y a su hermana menor, Anna, para convertirlas en asesinas. Desde entonces, ha matado a numerosos objetivos bajo la organización durante catorce años hasta que su dueño, que tenía una relación complicada con Hitoyoshi Yokoya, le pidió que cuidara de él. A partir de entonces, se convirtió en sirvienta y trató de convertirse en una chica normal con la ayuda de su nuevo y joven jefe, Hitoyoshi Yokoya. Tiene una habilidad física excepcional y es tan hábil que nadie puede rivalizar con ella en batalla. Sin embargo, no tiene experiencia en tareas domésticas y al principio ni siquiera sabe trapear el piso, pero gracias a sus propios esfuerzos mejora hasta el punto de poder hacer algunas tareas domésticas. Además, debido al trauma de haber sido abandonada en las montañas con perros salvajes cuando era joven, inicialmente tiene miedo a los perros. Aunque tiene una personalidad tranquila y serena, tiene una inocencia infantil y expresa abiertamente sus emociones frente a las personas que le agradan y con las que está abierta.
Agemochitarō (あげもち太郎?)
 Seiyū: Eriko Matsui
Un cachorro que fue abandonado frente a una casa muy querida. Debe su nombre a su apariencia redonda, que recuerda a las tortas de arroz fritas. Su apodo es "Mochita". Tiene una personalidad amigable y, a menudo, Hitoyoshi y Riko lo miman.
Riko Yokoya (横谷 李恋 Yokoya Riko?)
 Seiyū: Hikaru Iida, Nayeli Mendoza (español latino)
La hermana menor de Hitoyoshi. Actualmente vive con su madre. Aunque vive separado de Hitoyoshi, lo visita a menudo y se lleva bien con su hermano y con Yuki.
Grace (グレイス Gureisu?)
Seiyū: Lynn, Karina Altamirano (español latino)
Una asesina e informante que llegó a Japón siguiendo a Yuki. Una de las pocas personas que conoce el pasado de Yuki. Ella planea asesinar a Yuki con el objetivo de mejorar su reputación como asesina, ganar dinero y pasar el resto de su vida rodeada de hombres en Santorini. Sin embargo, al estar en desventaja ante ella en términos de fuerza, Grace secuestra a Hitoyoshi, amenazando a Yuki con matarlo si ella no se dejaba matar. Después de ser derrotada, ella promete no volver a tocarla nunca más a Yuki. Actualmente, trabaja ahora como profesora de educación física en la escuela secundaria Ogiso bajo el nombre de Nitta (新田 Nitta). Así mismo, muestra interés en la relación entre Hitoyoshi y Yuki.
Naka Hikage (日陰 ナカ Hikage Naka?)
 Seiyū: Konomi Inagaki, Mayra Arellano (español latino)
Compañera de clase de Hitoyoshi y Yuki. Tiene una habilidad atlética que va más allá de la gente normal, pero la oculta en público. Desde que perdió a su madre cuando era joven, ha estado practicando artes marciales con su hermano mayor Tatsu y también ha aprendido a ser una ninja.
Anna (アンナ An'na?)
 Seiyū: Kana Ichinose
La hermana menor de Yuki y guardespaldas personal de Nazca.
Nazca (ナスカ Nazca?)
 Seiyū: Saori Hayami
Una artista de fama mundial y empleadora de Anna. Es popular entre las fans femeninas debido a su estrecha relación con Anna, pero detrás de escena usa su tremendo poder financiero para proporcionarle armas. Por alguna razón, quiere que Yuki muera y apoya a Anna para que cumpla su deseo, pero se desconocen sus verdaderas intenciones. También tiene la habilidad sobrenatural de manipular la mente de las personas con su voz cantante, y cuando Yuki y Anna pelearon, le lavó el cerebro a la audiencia en su lugar de presentación en vivo y los usó como rehenes.

## Contenido de la obra

### Manga
Escrito e ilustrado por Shotan, Kimi wa Meido-san comenzó su serialización en el sitio web de manga Sunday Webry de Shōgakukan el 28 de junio de 2020. El primer volumen tankōbon fue lanzado el 12 de octubre de 2020. Sus capítulos individuales han sido recopilados en diez volúmenes tankōbon hasta la fecha.
El manga está licenciado en el Sudeste Asiático por Shōgakukan Asia bajo el título You Are Ms. Servant.

#### Lista de volúmenes
| Volúmenes de manga publicados | Volúmenes de manga publicados | Volúmenes de manga publicados |
| Número                        | Fecha de lanzamiento          | ISBN                          |
| ----------------------------- | ----------------------------- | ----------------------------- |
| 1                             | 12 de octubre de 2020         | ISBN 978-4-09-850306-3        |
| 2                             | 12 de febrero de 2021         | ISBN 978-4-09-850403-9        |
| 3                             | 12 de julio de 2021           | ISBN 978-4-09-850549-4        |
| 4                             | 10 de diciembre de 2021       | ISBN 978-4-09-850812-9        |
| 5                             | 12 de mayo de 2022            | ISBN 978-4-09-851138-9        |
| 6                             | 10 de noviembre de 2022       | ISBN 978-4-09-851353-6        |
| 7                             | 12 de enero de 2024           | ISBN 978-4-09-853082-3        |
| 8                             | 8 de agosto de 2024           | ISBN 978-4-09-853505-7        |
| 9                             | 3 de octubre de 2024          | ISBN 978-4-09-853623-8        |
| 10                            | 12 de marzo de 2025           | ISBN 978-4-09-854002-0        |

### Anime
Una adaptación de la serie al anime fue anunciada el 24 de diciembre de 2023. La serie está producida por Felix Film y dirigida por Ayumu Watanabe, con Deko Akao supervisando los guiones de la serie, Tomoyasu Kurashima diseñando los personajes y Masahiro Tokuda componiendo la música. Se estrenó el 6 de octubre de 2024 en el bloque NUMAnimation de TV Asahi, BS Asahi y otras 24 estaciones afiliadas. El tema de apertura es «Otozure» (おとずれ?), interpretado por Tricot, mientras que el tema de cierre es «Hyōjō Sabun» (表情差分?), interpretado por Dustcell. Crunchyroll transmitió la serie mundialmente fuera de Asia Oriental.
El 18 de septiembre de 2024, Crunchyroll anunció que la serie había recibido un doblaje en español latino, la cual se estrenó el 26 de octubre.

### Otros medios
En julio de 2021 se publicó en el canal de YouTube Weekly Shōnen Sunday un vídeo promocional y un comercial de televisión que conmemora el lanzamiento del tercer volumen de la serie. Contó con las voces de Tsubasa Yonaga y Reina Ueda como Hitoyoshi Yokoya y Yuki respectivamente.